# Antoni Chudzikiewicz
Antoni Chudzikiewicz (ur. 3 maja 1896 w Stanisławowie, zm. 1978) – major piechoty Wojska Polskiego, działacz niepodległościowy, kawaler Orderu Virtuti Militari.

## Życiorys
Urodził się 3 maja 1896 w Stanisławowie, ówczesnym mieście powiatowym Królestwa Galicji i Lodomerii, w rodzinie Antoniego, kotlarza w tamtejszych warsztatach kolejowych.
W czasie I wojny światowej walczył w szeregach cesarsko-królewskiej Obrony Krajowej. Jego oddziałem macierzystym był c. k. pułk strzelców nr 20. Na stopień podporucznika rezerwy został mianowany ze starszeństwem z 1 lutego 1917.
Po zakończeniu działań wojennych pozostał w wojsku jako oficer zawodowy i kontynuował służbę w 51 pułku piechoty w Brzeżanach. W 1921 był przydzielony do 12 Dywizji Piechoty. 3 maja 1922 został zweryfikowany w stopniu kapitana ze starszeństwem od 1 czerwca 1919 i 1363. lokatą w korpusie oficerów piechoty. W 1924 został przeniesiony do 54 pułku piechoty w Tarnopolu. W marcu 1931 został przeniesiony do Szkoły Podchorążych dla Podoficerów w Bydgoszczy. Prezydent RP nadał mu stopień majora z dniem 1 stycznia 1936 i 1. lokatą w korpusie oficerów piechoty. W październiku 1936 został przeniesiony do 69 pułku piechoty w Gnieźnie na stanowisko dowódcy II batalionu.
W kampanii wrześniowej 1939 walczył jako dowódca II batalionu 69 pp, a w kampanii francuskiej 1940 jako dowódca I batalionu 4 pułku strzelców pieszych.
31 lipca 1978 został pochowany na cmentarzu Junikowo w Poznaniu (pole 1, rząd A, miejsce 10). W tym samym grobie pochowana została jego córka Anna Bernardczyk (1929–2010).

## Ordery i odznaczenia
- Krzyż Srebrny Orderu Wojennego Virtuti Militari – 1966[18]
- Krzyż Walecznych dwukrotnie[12]
- Medal Niepodległości – 9 stycznia 1932 „za pracę w dziele odzyskania niepodległości”[19][20]
- Srebrny Krzyż Zasługi[12]
- Medal Pamiątkowy za Wojnę 1918–1921[21]
- Medal Dziesięciolecia Odzyskanej Niepodległości[21]
- Złoty Medal Waleczności – 7 września 1923[22][23]
- Brązowy Medal Zasługi Wojskowej z mieczami na wstążce Krzyża Zasługi Wojskowej[24]
- Srebrny Medal Waleczności 1 klasy[24]